# Ázerbájdžánská vlajka

Ázerbájdžánská vlajka
Poměr stran: 1:2

Vlajka Ázerbájdžánu je tvořena listem o poměru stran 1:2 se třemi vodorovnými pruhy: modrým, červeným a zeleným. Uprostřed vlajky je umístěn bílý půlměsíc a osmicípá hvězda.
Modrá barva symbolizuje ázerbájdžánské Turky, červená je barva pokroku a boje za svobodu, zelená symbolizuje islám stejně jako půlměsíc, který je vypůjčen z turecké vlajky. Osm cípů hvězdy symbolizuje osm hlavních tureckých národů.

Rozměry ázerbájdžánské vlajky
Vlajka ázerbájdžánského prezidenta Poměr stran: 1:1

## Historie
Tento vzor pochází z jara roku 1917, za jeho autora je považován básník Ali Bej Husejn Zade. Jako vlajku jej přijala vláda Ázerbájdžánské demokratické republiky 9. listopadu 1918. Po nástupu sovětské moci byla 28. dubna 1920 vlajka nahrazena sovětským vzorem.
Současná podoba vlajky byla vyhlášena 30. srpna 1991, v den vyhlášení samostatnosti státu.

Ázerbájdžánská vlajka (1918) Poměr stran: 1:2
Ázerbájdžánská vlajka (1920–1921) Poměr stran: 3:5
Vlajka Zakavkazské SFSR (1922–1936) Poměr stran: 1:2
Vlajka Ázerbájdžánské SSR (1937–1940) Poměr stran: 1:2
Vlajka Ázerbájdžánské SSR (1940–1952) Poměr stran: 1:2
Vlajka Ázerbájdžánské SSR (1952–1991) Poměr stran: 1:2